# Kelkheim (Taunus)
Kelkheim is een gemeente in de Duitse deelstaat Hessen, en maakt deel uit van de Main-Taunus-Kreis.
Kelkheim telt 29.162 inwoners.

## Stadsdelen
- Eppenhain
- Fischbach
- Gesamt
- Hornau
- Kelkheim
- Münster
- Ruppertshain

Bad Soden am Taunus · Eppstein · Eschborn · Flörsheim am Main · Hattersheim am Main · Hochheim am Main · Hofheim am Taunus · Kelkheim · Kriftel · Liederbach am Taunus · Schwalbach am Taunus · Sulzbach